# Aaron Voros
Aaron Voros, född 2 juli 1981 i Vancouver, British Columbia, är en kanadensisk professionell ishockeyspelare. Voros valdes av New Jersey Devils som 229:e spelare totalt i 2001 års NHL-draft.
Den 15 februari 2011 bytte Anaheim Ducks bort Voros till Toronto Maple Leafs mot rätten till ett val i NHL-draftens sjunde runda. Han har därefter lånats ut till Maple Leafs farmarklubb Toronto Marlies.

## Klubbar
- Victoria Salsa, BCHL, 1999–2001
- Alaska Nanooks, NCAA, 2001–2004
- Albany River Rats, AHL, 2004–2006
- Lowell Devils, AHL, 2006
- Houston Aeros, AHL, 2006–07
- Minnesota Wild 2007–08
- New York Rangers 2008–2010
- Anaheim Ducks 2010–11
- Syracuse Crunch 2011–12
- Connecticut Whale 2011-12
- Toronto Marlies 2011–